# Neoargestes variabilis
Neoargestes variabilis är en kräftdjursart som beskrevs av Drzycimski 1967. Neoargestes variabilis ingår i släktet Neoargestes och familjen Argestidae. Arten har ej påträffats i Sverige. Inga underarter finns listade i Catalogue of Life.